# Cercocarpopsallus
Cercocarpopsallus is een geslacht van wantsen uit de familie van de Miridae (Blindwantsen). Het geslacht werd voor het eerst wetenschappelijk beschreven door Schuh in 2006.

## Soorten
Het genus bevat de volgende soorten:

- Cercocarpopsallus bispinosus Schuh, 2006
- Cercocarpopsallus gracilis Schuh, 2006